# Saint-Martin-de-Bienfaite-la-Cressonnière
Saint-Martin-de-Bienfaite-la-Cressonnière – miejscowość i gmina we Francji, w regionie Normandia, w departamencie Calvados.
Według danych na rok 1990 gminę zamieszkiwało 477 osób, a gęstość zaludnienia wynosiła 41 osób/km² (wśród 1815 gmin Dolnej Normandii Saint-Martin-de-Bienfaite-la-Cressonnière plasuje się na 458. miejscu pod względem liczby ludności, natomiast pod względem powierzchni na miejscu 410.).